# Chaetoceras poi
Chaetoceras poi är en fjärilsart som beskrevs av Holloway 1998. Chaetoceras poi ingår i släktet Chaetoceras och familjen Uraniidae. Inga underarter finns listade i Catalogue of Life.